# Яхьяев, Кудратулло
Кудратулло Яхьяев (тадж. Қудратулло  Яҳёев; 19 ноября 1946 года, Душанбе) — таджикский и советский композитор и музыкальный педагог. Член Союза композиторов СССР (1972). Заслуженный деятель искусств Таджикской ССР (1991). Лауреат премии Ленинского комсомола Таджикистана (1977). Отличник народного образования и культуры (1996). Профессор Таджикской национальной консерватории (2007).

## Биография
Кудратулло Яхьяев родился в 1946 году в городе Душанбе. Первое публичное исполнение его сочинения состоялось на городском конкурсе юных музыкантов когда ему было 14 лет.
Вскоре Яхьяев поступает в Душанбинское музыкальное училище (тадж. Коллеҷи санъати ба номи Аҳмад Бобоқулов, ш. Душанбе) в класс композиции М. Цветаева, а также Геннадия Александрова.
По окончании училища он успешно сдает вступительные экзамены в Государственный музыкально-педагогический институт имени Гнесиных (Российская академия музыки имени Гнесиных) в Москве, где учится в классе выдающегося советского композитора А. Хачатурян. В качестве дипломной работы Яхьяев представил трёхчастный концерт для скрипки с оркестром, который он посвятил своему учителю. Произведение было с успехом исполнено в Большом зале института. Основу произведения составила оригинальная напевная мелодия, обеспечившая самобытную прелесть концерту.
В 1972 году Яхьяев вступает в Союз композиторов СССР и плодотворно работает в различных жанрах. Ещё одной стороной деятельности Яхьяева является его педагогическая работа в Душанбинском музыкальном училище, Таджикском государственном институте искусств им. М. Турсунзаде, Педагогическом институте имени К. Джураева, где он с 1993 по 1996 годы был заведующим кафедрой. В 1994 году он получил звание доцента (1994), в 2006 — профессора. С 2007 г. он работает профессором Таджикской национальной консерватории им. Т. Сатторова.
Многие годы К. Яхьяев был главным редактором Главной музыкальной редакции таджикского радио, а также художественным руководителем Таджикской государственной филармонии (1993). С 1996 года по настоящее время является главным специалистом Управления искусств Министерства культуры Таджикистана.

## Творчество
Яхьяев неоднократно обращался к симфоническому жанру. Свою симфоническую поэму «Песнь гафиза» он создал как дань преклонения и восхищения перед самобытным искусством Народного гафиза Таджикистана Ш. Джураева. В 1981 году написал симфоническую сюиту «Празднество», в которой отражено настроение трудового и духовного подъёма народных масс.
Подвигу героя-комсомольца Т. Лолаева, ценою жизни спасшего хлеб от огня, Яхъяев посвящает свою симфонию, за которую в 1981 году он был удостоен всесоюзной награды — медали имени Александрова, присуждаемой композиторам за лучшее воплощение в музыке военно-патриотической тематики.
Важным этапным симфоническим произведением в творчестве Яхьяева становится симфоническая поэма «Воспоминание», посвященная 100-летию С. Айни. В этом произведении композитор в качестве главной темы использовал мелодию из «Гардуни Рост» («Маком Рост»).
Скрипичному концерту предшествовала сюита для симфонического оркестра в четырёх частях «Мой Таджикистан», в которой автор с любовью воспевает картины жизни родного края. Несколько лет спустя он вновь возвращается к этой теме в программной сюите для симфонического оркестра, представление о которой дают названия частей: «Утро в горах», «Танец чабана», «Рассказ старика» и «Празднество».
Значителен репертуар камерно-инструментальной музыки К. Яхьяева. В этом жанре он написал Фортепианную сюиту для четырёх рук, Полифонический струнный квартет, Смешанный квартет с редким составом (кларнет, рубоб, фортепиано и бонги), Полифонический дуэт для альта и кларнета, Элегию для флейты и фортепиано, «Обшорон» для фортепиано и т. д.
Наиболее значительным из камерно-инструментальных сочинений композитора является Соната для валторны и фортепиано в трех частях. Большое значение придает Яхъяев песенному жанру. В своих песнях на слова современных таджикских поэтов композитор талантливо отражает своё отношение к миру. Плодотворно его сотрудничество с эстрадным оркестром «Гульшан» и другими эстрадными коллективами и известными солистами республики.
Среди песен К. Яхъяева можно назвать такие его популярные сочинения, как «Комсомол», «Песня о рабочем классе» (обе на слова Н. Бохири), «Ватан» (слова Ф. Ансори), «Суруди дењкон» («Песня дехканина») и «Сорок косичек» (слова Л. Шерали), «Модарам» (слова Г. Сафиевой), «Таджикистан» (слова Б. Рахимзода), «Душанбе» (слова А. Бохтари), «Песня Рудаки» (слова А. Рудаки) и многие другие.
Яхьяев активно сотрудничает с драматическими и музыкальными театрами Худжанда, Хорога, Канибадама, Курган-Тюбе, Куляба, Государственным молодёжным театром имени М. Вохидова. На их сценах часто идут постановки с музыкой К. Яхьяева. Работает композитор и в кино. Яхьяев написал музыку к фильмам «Золотая стрела» и «Песня Вахша».
Яхьяев является автором сборников песен для детей «Кабутарак» (1994); «Обаки ширин» (2003), «Булбулакон сароед» (2003), редактором-составителем сборника детских песен таджикских композиторов «Кишвари азизам, Точикистон» (2005), а также книги «Таронаи вахдат» (2001).

## Основные сочинения

### Симфонические произведения
- 1972 — Концерт для скрипки с оркестром в 3 частях. Рукопись.
- 1972 — «Мой Таджикистан», сюита для симфонического оркестра
- в четырёх частях.
- 1974 — «Ритмы гор», симфоническая сюита в 4 частях. Рукопись.
- 1977 — Симфоническая поэма. Посвящена Т. Лолаеву. Рукопись.
- 1979 — «Песнь гафиза», симфоническая поэма. Посвящена Ш. Джу-
- раеву. Рукопись.
- 1981 — «Празднество», симфоническая сюита. Рукопись.
- 1987 — «Воспоминание», симфоническая поэма.

### Камерные произведения
- 1970 — Сонатина для виолончели и фортепиано. Рукопись.
- 1971 — Цикл танцев для различных солирующих инструментов и
- фортепиано. Рукопись.
- 1973 — Соната для валторны и фортепиано в 3 частях. Рукопись.
- 1974 — Полифонический дуэт для альта и кларнета. Рукопись.
- 1975 — Струнный квартет в 4 частях. Рукопись.
- 1977 — Музыка для смешанного квартета (рубоб, кларнет, фортепиано и ударные).

### Вокальные произведения
- «Ватан», слова М. Турсунзода.
- «Шукрона», слова Х. Курбонова.
- «Закоти чашм», слова Х. Дехлави.
- «Занхои Точикистон», слова М. Фархата.
- «Хаёмнома» на рубаи Хайяма.
- «Чил кокул», слова Л. Шерали.
- «Гулбоги Душанбе», слова С. Маъмура.
- «Суруди Вахдат», слова А. Хуросони.
- «Хоби парешон», слова А. Джами и другие.

### Детские вокально-хореографические сюиты и песни
- «Гулпаракхо омаданд», слова С. Аюби.
- «Булбулакон сароед», слова С. Аюби.
- «Машъали човидон», слова М. Косима.
- «Идат муборак», слова М. Бакозода.
- «Кишвари точикон», слова Ч. Хошима.
- «Точикам ман», слова Х. Джумазода.
- «Офтоби ман», слова Ю. Ахмадзода.
- «Обаки ширин», слова Дж. Хошима.

### Музыка к фильмам
- «Золотая стрела»
- «Песня Вахша»

### Музыка к театральным спектаклям
- «Чони ширин».
- «Тахир и Зухра».
- «Львы покидают поле битвы».
- «Дилшод».
- «Ханда-ханда-ханда».
- «Песнь гнева».
- «Невеста из города».
- «Ѓуруби Ачам».
- «Бай и батрак».
- «Сердце поэта».
- «Зебунисо» и др.